# Casanova del Morbasco
Casanova del Morbasco (Casanóa in dialetto cremonese) è una frazione del comune lombardo di Sesto ed Uniti.

## Storia
La località è un piccolo borgo agricolo di antica origine, noto anticamente come Cà Nova del Morbasco. Prendeva nome dal piccolo fiume Morbasco.
In età napoleonica (1810-16) Canova fu frazione della città di Cremona; recuperò l'autonomia con la costituzione del Regno Lombardo-Veneto.
All'Unità d'Italia (1861) il comune di Canova del Morbasco contava 396 abitanti. Nel 1867 il comune venne aggregato a Sesto, che in conseguenza di ciò assunse il nome di Sesto ed Uniti.